# Manchester United F.C. mùa bóng 1962–63
Mùa giải 1962-63 là mùa giải lần thứ 61 của Manchester United ở The Football League và mùa giải thứ 18 liên tiếp của đội bóng ở Giải hạng nhất Anh. United kết thúc đáng thất vọng ở vị trí thứ 19 tại giải đấu, tránh xuống hạng nhưng bù lại kết thúc mùa giải là nhà vô địch Cúp FA với chiến thắng 3-1 trước Leicester City trong trận chung kết tại Wembley. Đó là một mùa giải đầu tiên thành công tại câu lạc bộ của tiền đạo Denis Law với bản hợp đồng kỷ lục, ông đã ghi 23 bàn thắng trong giải đấu và 29 bàn thắng trên mọi đấu trường. Chiếc Cúp FA là danh hiệu lớn đầu tiên của United trong sáu năm qua và chiếc cúp đầu tiên của United giành được kể từ khi xảy ra thảm họa máy bay Munich.

## First Division
| Thời gian                | Đối thủ                 | H/A | Tỷ số Bt-Bb | Cầu thủ ghi bàn                | Số lượng khán giả |
| ------------------------ | ----------------------- | --- | ----------- | ------------------------------ | ----------------- |
| 18 tháng 8 năm 1962      | West Bromwich Albion    | H   | 2 – 2       | Herd, Law                      | 51,685            |
| 22 tháng 8 năm 1962      | Everton                 | A   | 1 – 3       | Moir                           | 69,501            |
| 25 tháng 8 năm 1962      | Arsenal                 | A   | 3 – 1       | Herd (2), Chisnall             | 62,308            |
| 29 tháng 8 năm 1962      | Everton                 | H   | 0 – 1       |                                | 63,437            |
| 1 tháng 9 năm 1962       | Birmingham City         | H   | 2 – 0       | Giles, Herd                    | 39,847            |
| 5 tháng 9 năm 1962       | Bolton Wanderers        | A   | 0 – 3       |                                | 44,859            |
| 8 tháng 9 năm 1962       | Leyton Orient           | A   | 0 – 1       |                                | 24,901            |
| 12 tháng 9 năm 1962      | Bolton Wanderers        | H   | 3 – 0       | Herd (2), Cantwell             | 37,721            |
| 15 tháng 9 năm 1962      | Manchester City         | H   | 2 – 3       | Law (2)                        | 49,193            |
| 22 tháng 9 năm 1962      | Burnley                 | H   | 2 – 5       | Law, Stiles                    | 45,954            |
| 29 tháng 9 năm 1962      | Sheffield Wednesday     | A   | 0 – 1       |                                | 40,520            |
| 6 tháng 10 năm 1962      | Blackpool               | A   | 2 – 2       | Herd (2)                       | 33,242            |
| 13 tháng 10 năm 1962     | Blackburn Rovers        | H   | 0 – 3       |                                | 42,252            |
| 24 tháng 10 năm 1962     | Tottenham Hotspur       | A   | 2 – 6       | Herd, Quixall                  | 51,314            |
| 27 tháng 10 năm 1962     | West Ham United         | H   | 3 – 1       | Quixall (2), Law               | 29,204            |
| 3 tháng 11 năm 1962      | Ipswich Town            | A   | 5 – 3       | Law (4), Herd                  | 18,483            |
| 10 tháng 11 năm 1962     | Liverpool               | H   | 3 – 3       | Giles, Herd, Quixall           | 43,810            |
| 17 tháng 11 năm 1962     | Wolverhampton Wanderers | A   | 3 – 2       | Law (2), Herd                  | 27,305            |
| 24 tháng 11 năm 1962     | Aston Villa             | H   | 2 – 2       | Quixall (2)                    | 36,852            |
| 1 tháng 12 năm 1962      | Sheffield United        | A   | 1 – 1       | Charlton                       | 25,173            |
| 8 tháng 12 năm 1962      | Nottingham Forest       | H   | 5 – 1       | Herd (2), Charlton, Giles, Law | 27,496            |
| 15 tháng 12 năm 1962     | West Bromwich Albion    | A   | 0 – 3       |                                | 18,113            |
| 26 tháng 12 năm 1962     | Fulham                  | A   | 1 – 0       | Charlton                       | 23,928            |
| 23 tháng 1 năm 1963      | Blackpool               | H   | 1 – 1       | Herd                           | 43,121            |
| 2 tháng 3 năm 1963       | Blackburn Rovers        | A   | 2 – 2       | Charlton, Law                  | 27,924            |
| 9 tháng 3 năm 1963       | Tottenham Hotspur       | H   | 0 – 2       |                                | 53,416            |
| ngày 18 tháng 3 năm 1963 | West Ham United         | A   | 1 – 3       | Herd                           | 28,950            |
| 23 tháng 3 năm 1963      | Ipswich Town            | H   | 0 – 1       |                                | 32,792            |
| 1 tháng 4 năm 1963       | Fulham                  | H   | 0 – 2       |                                | 28,124            |
| 9 tháng 4 năm 1963       | Aston Villa             | A   | 2 – 1       | Charlton, Stiles               | 26,867            |
| 13 tháng 4 năm 1963      | Liverpool               | A   | 0 – 1       |                                | 51,529            |
| 15 tháng 4 năm 1963      | Leicester City          | H   | 2 – 2       | Charlton, Herd                 | 50,005            |
| 16 tháng 4 năm 1963      | Leicester City          | A   | 3 – 4       | Law (3)                        | 37,002            |
| 20 tháng 4 năm 1963      | Sheffield United        | H   | 1 – 1       | Law                            | 31,179            |
| 22 tháng 4 năm 1963      | Wolverhampton Wanderers | H   | 2 – 1       | Herd, Law                      | 36,147            |
| 1 tháng 5 năm 1963       | Sheffield Wednesday     | H   | 1 – 3       | Setters                        | 31,878            |
| 4 tháng 5 năm 1963       | Burnley                 | A   | 1 – 0       | Law                            | 30,266            |
| 6 tháng 5 năm 1963       | Arsenal                 | H   | 2 – 3       | Law (2)                        | 35,999            |
| 10 tháng 5 năm 1963      | Birmingham City         | A   | 1 – 2       | Law                            | 21,814            |
| 15 tháng 5 năm 1963      | Manchester City         | A   | 1 – 1       | Quixall                        | 52,424            |
| 18 tháng 5 năm 1963      | Leyton Orient           | H   | 3 – 1       | Charlton, Law, own goal        | 32,759            |
| 20 tháng 5 năm 1963      | Nottingham Forest       | A   | 2 – 3       | Giles, Herd                    | 16,130            |

| #  | Câu lạc bộ        | Tr | T  | H  | B  | Bt | Bb | Hs  | Điểm |
| -- | ----------------- | -- | -- | -- | -- | -- | -- | --- | ---- |
| 18 | Bolton Wanderers  | 42 | 15 | 5  | 22 | 55 | 75 | -20 | 35   |
| 19 | Manchester United | 42 | 12 | 10 | 20 | 67 | 81 | -14 | 34   |
| 20 | Birmingham City   | 42 | 10 | 13 | 19 | 63 | 90 | -27 | 33   |

## FA Cup
| Thời gian           | Vòng đấu  | Đối thủ           | H/A | Tỷ số Bt-Bb | Cầu thủ ghi bàn         | Số lượng khán giả |
| ------------------- | --------- | ----------------- | --- | ----------- | ----------------------- | ----------------- |
| 4 tháng 3 năm 1963  | Vòng 3    | Huddersfield Town | H   | 5 – 0       | Law (3), Giles, Quixall | 47,703            |
| 11 tháng 3 năm 1963 | Vòng 4    | Aston Villa       | H   | 1 – 0       | Quixall                 | 52,265            |
| 16 tháng 3 năm 1963 | Vòng 5    | Chelsea           | H   | 2 – 1       | Law, Quixall            | 48,298            |
| 30 tháng 3 năm 1963 | Vòng 6    | Coventry City     | A   | 3 – 1       | Charlton (2), Quixall   | 44,000            |
| 27 tháng 4 năm 1963 | Bán kết   | Southampton       | N   | 1 – 0       | Law                     | 65,000            |
| 25 tháng 5 năm 1963 | Chung kết | Leicester City    | N   | 3 – 1       | Herd (2), Law           | 100,000           |

## Thống kê mùa giải
| Vị trí | Tên cầu thủ     | League  | League       | FA Cup  | FA Cup       | Tổng cộng | Tổng cộng    |
| Vị trí | Tên cầu thủ     | Số trận | Số bàn thắng | Số trận | Số bàn thắng | Số trận   | Số bàn thắng |
| ------ | --------------- | ------- | ------------ | ------- | ------------ | --------- | ------------ |
| GK     | David Gaskell   | 18      | 0            | 2       | 0            | 20        | 0            |
| GK     | Harry Gregg     | 24      | 0            | 4       | 0            | 28        | 0            |
| FB     | Shay Brennan    | 37      | 0            | 4       | 0            | 41        | 0            |
| FB     | Noel Cantwell   | 25      | 1            | 5       | 0            | 30        | 1            |
| FB     | Tony Dunne      | 25      | 0            | 3       | 0            | 28        | 0            |
| HB     | Pat Crerand     | 19      | 0            | 3       | 0            | 22        | 0            |
| HB     | Bill Foulkes    | 41      | 0            | 6       | 0            | 47        | 0            |
| HB     | Frank Haydock   | 1       | 0            | 0       | 0            | 1         | 0            |
| HB     | Nobby Lawton    | 12      | 0            | 0       | 0            | 12        | 0            |
| HB     | Jimmy Nicholson | 10      | 0            | 0       | 0            | 10        | 0            |
| HB     | Maurice Setters | 27      | 1            | 6       | 0            | 33        | 1            |
| HB     | Nobby Stiles    | 31      | 2            | 4       | 0            | 35        | 2            |
| FW     | Bobby Charlton  | 28      | 7            | 6       | 2            | 34        | 9            |
| FW     | Phil Chisnall   | 6       | 1            | 0       | 0            | 6         | 1            |
| FW     | Johnny Giles    | 36      | 4            | 6       | 1            | 42        | 5            |
| FW     | David Herd      | 37      | 19           | 6       | 2            | 43        | 21           |
| FW     | Denis Law       | 38      | 23           | 6       | 6            | 44        | 29           |
| FW     | Sammy McMillan  | 4       | 0            | 0       | 0            | 4         | 0            |
| FW     | Ian Moir        | 9       | 1            | 0       | 0            | 9         | 1            |
| FW     | Mark Pearson    | 2       | 0            | 0       | 0            | 2         | 0            |
| FW     | Albert Quixall  | 31      | 7            | 5       | 4            | 36        | 11           |
| FW     | Dennis Walker   | 1       | 0            | 0       | 0            | 1         | 0            |
| –      | Bàn thắng khác  | –       | 1            | –       | 0            | –         | 1            |